# João Meira
João Diogo Serpa Meira (Setúbal, 30 aprile 1987) è un ex calciatore portoghese, di ruolo difensore.

## Caratteristiche tecniche
Gioca come difensore centrale ma può essere impiegato anche come terzino destro o da centrocampista difensivo.

## Carriera
Meira ha giocato nelle giovanili del Cova Piedade, per poi entrare in quelle del Vitória Setúbal. È poi tornato al Cova Piedade, per cui ha giocato in Terceira Divisão.
Nel 2008 è passato al Mafra, in Segunda Divisão. L'anno successivo è stato ingaggiato dall'Atlético CP, con cui ha conquistato la promozione in Segunda Liga al termine del campionato 2010-2011. L'esordio in questa divisione è arrivato l'11 dicembre 2011, schierato titolare nel pareggio casalingo per 1-1 contro il Penafiel.
Nell'estate 2012 è stato ingaggiato dal Belenenses, sempre in Segunda Liga. Ha debuttato con questa casacca l'11 agosto, schierato titolare nella vittoria per 3-1 sulla Feirense. Il 2 settembre successivo ha trovato la prima rete in squadra, sancendo il successo per 1-0 sul Naval. Al termine della stagione, il Belenenses ha conquistato la promozione nella Primeira Liga.
Il 18 agosto 2013 ha pertanto giocato la prima partita nella massima divisione portoghese, quando è stato impiegato da titolare nella sconfitta casalinga per 0-3 contro il Rio Ave. È rimasto in squadra fino alla fine del campionato 2014-2015.
Il 23 gennaio 2016, gli statunitensi del Chicago Fire hanno reso noto l'ingaggio di João Meira. Ha esordito nella Major League Soccer in data 6 marzo, schierato titolare nel pareggio casalingo per 3-3 contro New York City. Rimasto in squadra per due stagioni, in data 20 novembre 2017 ha annunciato il suo addio al Chicago Fire.
Libero da vincoli contrattuali, in data 23 marzo 2018 ha firmato un accordo annuale con i norvegesi del Vålerenga: ha scelto di vestire la maglia numero 30.

## Statistiche

### Presenze e reti nei club
Statistiche aggiornate al 23 marzo 2018.
| Stagione            | Club                | Campionato          | Campionato | Campionato | Coppe nazionali | Coppe nazionali | Coppe nazionali | Coppe continentali | Coppe continentali | Coppe continentali | Supercoppe | Supercoppe | Supercoppe | Totale | Totale |
| Stagione            | Club                | Comp                | Pres       | Reti       | Comp            | Pres            | Reti            | Comp               | Pres               | Reti               | Comp       | Pres       | Reti       | Pres   | Reti   |
| ------------------- | ------------------- | ------------------- | ---------- | ---------- | --------------- | --------------- | --------------- | ------------------ | ------------------ | ------------------ | ---------- | ---------- | ---------- | ------ | ------ |
| 2006-2007           | Cova Piedade        | TD                  | ?          | ?          | CP              | ?               | ?               | -                  | -                  | -                  | -          | -          | -          | ?      | ?      |
| 2007-2008           | Cova Piedade        | TD                  | ?          | ?          | CP              | ?               | ?               | -                  | -                  | -                  | -          | -          | -          | ?      | ?      |
| Totale Cova Piedade | Totale Cova Piedade | Totale Cova Piedade | ?          | ?          |                 | ?               | ?               |                    | -                  | -                  |            | -          | -          | ?      | ?      |
| 2008-2009           | Mafra               | SD                  | 24         | 0          | CP              | ?               | ?               | -                  | -                  | -                  | -          | -          | -          | 24+    | 0+     |
| 2009-2010           | Atlético CP         | SD                  | 26         | 2          | CP              | ?               | ?               | -                  | -                  | -                  | -          | -          | -          | 26+    | 2+     |
| 2010-2011           | Atlético CP         | SD                  | 33         | 0          | CP              | ?               | ?               | -                  | -                  | -                  | -          | -          | -          | 33+    | 0+     |
| 2011-2012           | Atlético CP         | SL                  | 7          | 0          | CP+CdL          | 0+2             | 0               | -                  | -                  | -                  | -          | -          | -          | 9      | 0      |
| Totale Atlético CP  | Totale Atlético CP  | Totale Atlético CP  | 66         | 2          |                 | 2+              | 0+              |                    | -                  | -                  |            | -          | -          | 68+    | 2+     |
| 2012-2013           | Belenenses          | SL                  | 34         | 2          | CP+CdL          | 4+0             | 1+0             | -                  | -                  | -                  | -          | -          | -          | 38     | 3      |
| 2013-2014           | Belenenses          | PL                  | 27         | 0          | CP+CdL          | 0+2             | 0               | -                  | -                  | -                  | -          | -          | -          | 29     | 0      |
| 2014-2015           | Belenenses          | PL                  | 18         | 0          | CP+CdL          | 4+5             | 1+0             | -                  | -                  | -                  | -          | -          | -          | 27     | 1      |
| Totale Belenenses   | Totale Belenenses   | Totale Belenenses   | 79         | 2          |                 | 8+7             | 2+0             |                    | -                  | -                  |            | -          | -          | 94     | 4      |
| 2016                | Chicago Fire        | MLS                 | 28         | 0          | USOC            | 1               | 0               | -                  | -                  | -                  | -          | -          | -          | 29     | 0      |
| 2017                | Chicago Fire        | MLS                 | 31         | 0          | USOC            | 0               | 0               | -                  | -                  | -                  | -          | -          | -          | 31     | 0      |
| Totale Chicago Fire | Totale Chicago Fire | Totale Chicago Fire | 59         | 0          |                 | 1               | 0               |                    | -                  | -                  |            | -          | -          | 60     | 0      |
| 2018                | Vålerenga           | ES                  | 0          | 0          | CN              | 0               | 0               | -                  | -                  | -                  | -          | -          | -          | 0      | 0      |
| Totale              | Totale              | Totale              | 228+       | 4+         |                 | 18+             | 2+              |                    | -                  | -                  |            | -          | -          | 246+   | 6+     |

## Palmarès

### Club

#### Competizioni nazionali
- Terceira Divisão: 1

Atlético CP: 2011-2012
- Segunda Liga: 1

Belenenses: 2012-2013